# Wallace–Bolyai–Gerwiens sats

Delning och sammansättning steg för steg av en femhörning till en rektangel. De små gröna kvadraterna markerar att snittet görs rätvinkligt. Den violetta rektangeln bildas av sammansättning av den skära rektangeln med den ljusblå. Notera att slutresultatet inte är en kvadrat, även om det i just detta fall kan se ut så.

Hur man kan förfara om man vill slå ihop en liten röd rektangel med en stor ljusblå.

Wallace–Bolyai–Gerwiens sats, ibland bara kallad Bolyai–Gerwiens sats, är en plangeometrisk sats som rör delning och sammansättning av polygoner med hjälp av rätlinjiga snitt. Satsen kan formuleras på olika sätt, men mest generellt torde vara att skriva något som:
En given polygon (eller uppsättning polygoner) kan, med hjälp av ett ändligt antal rätlinjiga snitt, delas på ett sådant sätt att bitarna kan sättas samman till en annan given polygon (eller uppsättning polygoner) med samma totalarea.
Delningen kan utföras med hjälp av enbart passare och rätskiva.
Delningen/sammansättningen tillgår i olika steg:
- Först delas polygonen (polygonerna) i trianglar.
- Varje triangel delas sedan i tre bitar vilka sammansätts till en rektangel.
- Rektanglarna sätts därefter samman till en enda rektangel genom att en och en adderas till varandra genom att man medelst rätlinjiga snitt omformar den ena rektangeln (via en parallellogram) så att dess ena par av motstående sidor blir liklånga med ett av den andra rektangelns sidpar. (Vissa "småknep" kan härvid vara behjälpliga, som att först föra över en del av en större rektangel till en mindre genom att skära en strimla av den större med samma bredd som en av den mindre rektangelns sidor, eller att dela en långsmal rektangel i liklånga delar vilka "staplas" på varandra så att mer passande sidlängder erhålls.)

Om samma procedur genomförs med den andra polygonen (polygonuppsättningen) erhålles en andra rektangel vars area är densamma. Denna kan sedan via en parallellogram göras kongruent med den första rektangeln. Således kan man genom att följa den ena vägen från polygon(uppsättning) A till "slutrektangeln" och därefter gå tillbaka längs vägen från polygon(uppsättning) B, "transformera" polygon(uppsättning) A till polygon(uppsättning) B (eller vice versa).
Ofta förs resonemanget vidare till en kvadrat i stället för kongruent rektangel, som slutpunkt. Detta steg är dels onödigt och dels låter sig en kvadrat inte konstrueras utifrån rektangeln enbart med hjälp av rätskiva, passare och ett ändligt antal snitt, med mindre än att kvadratens sidlängd är på förhand given.
Satsen är uppkallad efter William Wallace, Farkas Bolyai och en svåridentifierad preussisk förstelöjtnant Gerwien. På 1790-talet gjorde Bolyai antagandet att en delningsmetod fanns, vilket sedan bevisades av Wallace 1808. Gerwien bevisade det sedan oberoende av de båda övriga 1833, varefter Bolyai gav ett eget bevis 1835.